# Umorzenie postępowania
Umorzenie postępowania – rozstrzygnięcie, które kończy postępowanie przygotowawcze albo sprawę w sądzie (albo przed organem administracji publicznej) I lub II instancji bądź w trybie nadzwyczajnym. Rozstrzygnięcie takie nie wiąże się z merytorycznym rozpatrzeniem sporu (sprawy) między stronami i może podlegać zaskarżeniu do sądu (albo organu) wyższej instancji.

## Postępowanie cywilne
Sąd wydaje postanowienie o umorzeniu postępowania, jeśli powód skutecznie cofnął pozew, strony zawarły ugodę lub została zatwierdzona ugoda zawarta przed mediatorem albo jeżeli wydanie wyroku z innych przyczyn nie może nastąpić lub jest zbędne.

## Postępowanie karne
Postępowanie umarza się, jeżeli:
- czynu nie popełniono albo brak jest danych dostatecznie uzasadniających podejrzenie jego popełnienia
- czyn nie zawiera znamion czynu zabronionego albo ustawa stanowi, że sprawca nie popełnia przestępstwa
- społeczna szkodliwość czynu jest znikoma
- ustawa stanowi, że sprawca nie podlega karze
- oskarżony zmarł
- nastąpiło przedawnienie karalności
- postępowanie karne co do tego samego czynu tej samej osoby zostało prawomocnie zakończone albo wcześniej wszczęte toczy się
- sprawca nie podlega orzecznictwu polskich sądów karnych (np. z uwagi na immunitet)
- nie ma skargi uprawnionego oskarżyciela
- nie ma wymaganego zezwolenia na ściganie lub wniosku o ściganie pochodzącego od osoby uprawnionej, chyba że ustawa stanowi inaczej
- zachodzi inna okoliczność wyłączająca ściganie[2].

## Postępowanie administracyjne
Postępowanie umarza się w drodze decyzji, gdy okaże się, że jest ono bezprzedmiotowe (np. w razie śmierci strony, która ubiegała się o przyznanie jej osobistego uprawnienia albo niepodjęcia zawieszonego na wniosek strony postępowania w ciągu trzech lat od zawieszenia). Postępowanie można umorzyć na żądanie strony, która wnosiła o jego wszczęcie, jeżeli inne strony temu się nie sprzeciwiają i umorzenie nie zagrozi interesowi społecznemu.

## Postępowanie administracyjnosądowe
Sąd umarza postanowieniem postępowanie, m.in. gdy skarżący skutecznie cofnął skargę, w razie śmierci strony, jeżeli sprawa dotyczyła praw lub obowiązków o charakterze osobistym, jeżeli w ciągu 3 lat od zawieszenia postępowania na zgodny wniosek stron nie zażądano podjęcia postępowania.